# Hvannadalshnjúkur
Hvannadalshnjúkur nebo Hvannadalshnúkur je nejvyšší hora Islandu, nachází se na severozápadním okraji masivu Öræfajökull. Její nadmořská výška je 2110 m. Tvoří součást národního parku Skaftafell. Administrativně patří k obci Hornafjörður v kraji Suðurland.
Název hory je odvozen od islandského výrazu hvönn, který označuje anděliku lékařskou. Prvními lidmi na vrcholu byli 19. července 1813 Jón Árnason a Hans Frisak. Výstup komplikují četné ledovcové trhliny, proto se doporučuje doprovod zkušeného horského vůdce.
Výška byla původně uváděna jako 2 119 m, po přeměření v srpnu 2005 byl údaj korigován na 2 109,6 m.

## Galerie

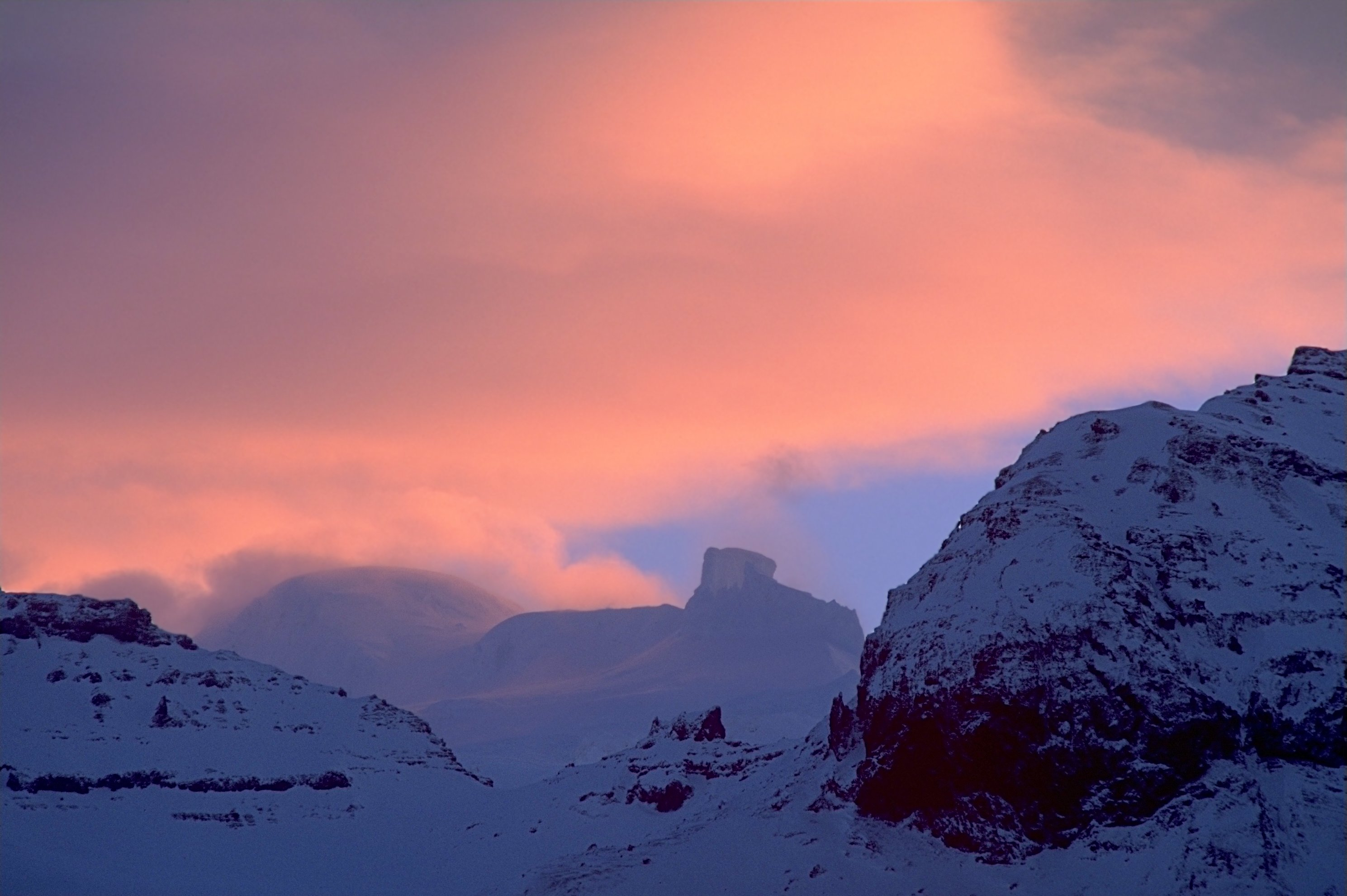
Svítání na Hvannadalshnjúkuru
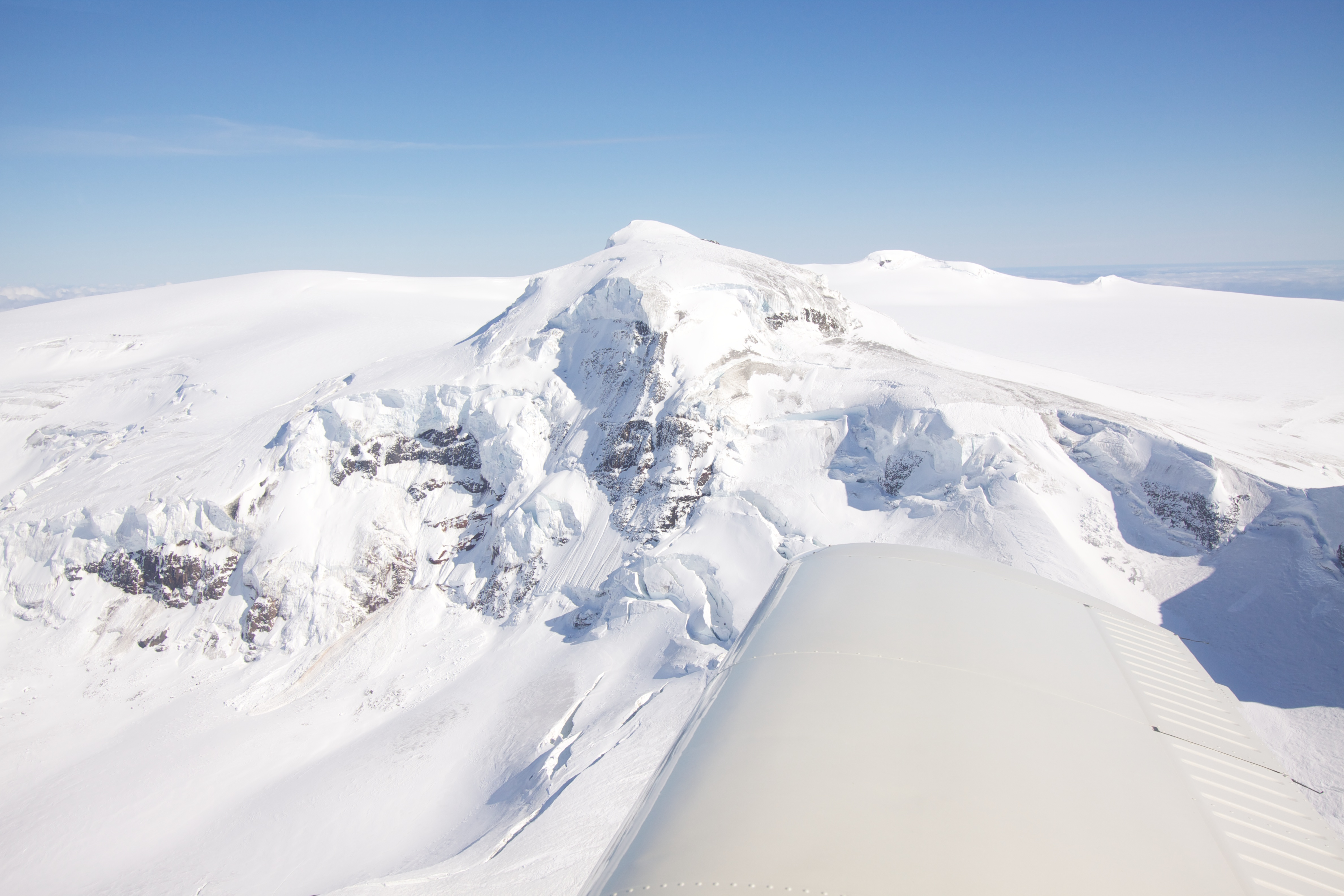
Letecký snímek ze srpna 2011
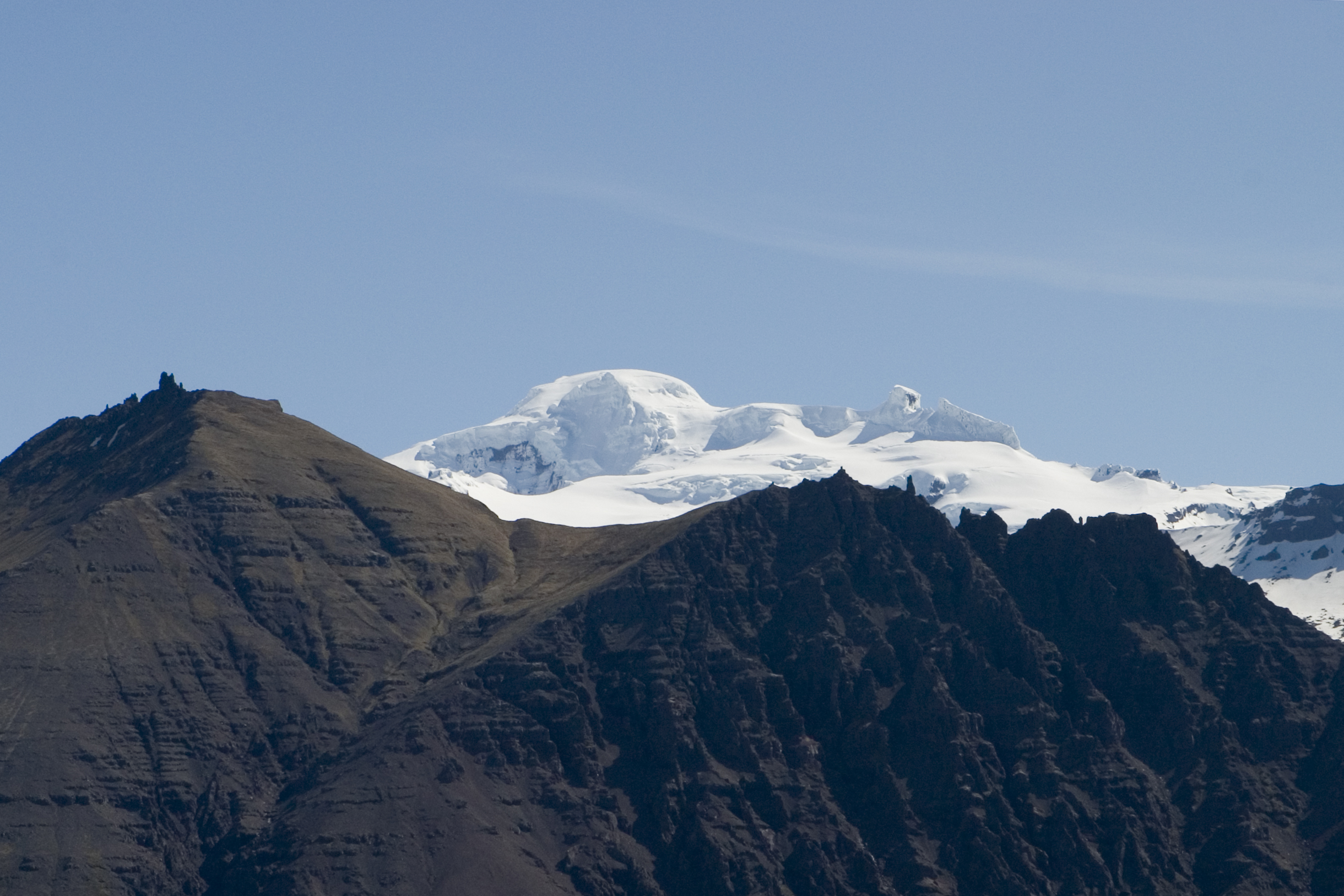
Pohled z centra Skaftafell